# Рудня (Борковська волость)
Рудня (рос. Рудня) — присілок в Великолуцькому районі Псковської області Російської Федерації.
Населення становить 10 осіб. Входить до складу муніципального утворення Пореченська волость.

## Історія
Від 2014 року входить до складу муніципального утворення Пореченська волость.

## Населення
| 2001 | 2002 | 2010 |
| ---- | ---- | ---- |
| 27   | ↘18  | ↘10  |